# سی و نه پله (فیلم ۱۹۷۸)
سی و نه پله (انگلیسی: The Thirty Nine Steps) فیلمی در ژانر اکشن، جاسوسی و مهیج است که در سال ۱۹۷۸ منتشر شد.

## بازیگران
- رابرت پاول
- دیوید وارنر
- جان میلز
- تیموتی وست
- اریک پرتر
- رانلد پیکاپ
- ویلیام اسکوایر
- جان نورمینگتون
- دونالد بیسِـت
- دونالد پیکرینگ
- مایلز اندرسون
- مایکل بیلتون